# ダナ・スナイダー
ダナ・スナイダー（Dana Snyder、1973年11月14日 - ）は、アメリカ合衆国の俳優、声優。

## 出演作品
- スイチュー! フレンズ（ボールドウィン先生）
- アクア・ティーン・ハンガー・フォース（マスターシェイク）
- チャウダー（ガスパチョ）
- 超能力ファミリー サンダーマン（ドクター・コロッソ）
- LEGO スター・ウォーズ/フリーメーカーの冒険（グラパラ・ザ・ハット）
- ゴースト&モリー（スクラッチ）